# シルキーSOUND SPECIAL 桃子とおしゃれNIGHT
シルキーSOUND SPECIAL 桃子とおしゃれNIGHT（シルキーサウンドスペシャル ももことおしゃれナイト）は、文化放送の制作により放送されていたラジオ番組。文化放送での放送期間は1988年10月15日から1989年4月1日まで。立川ブラインド工業の一社提供番組。

## 概要
ニッポン放送で『青春ファンタジア 菊池桃子 あなたと星の上で』が1988年10月9日で終了した直後、菊池桃子が同じくメインパーソナリティとして文化放送に移ってスタートした番組である。文化放送でのメインパーソナリティ番組は、1987年4月に終了した『桃子ぽいね』以来1年6か月ぶりとなった。
この番組のメインテーマは、タイトルにもあるように「おしゃれ」。若い女性を中心としたリスナー層の興味ある情報や音楽をジャンルにとらわれずに採り上げて放送していた。中には当時から見て懐かしの曲もオンエアしていた。このように、これまで菊池自身が出演して来た番組とは違う内容と構成で放送された。そしてはがきを送るリスナーも、菊池と同世代の女性が多くなった。
ゲストには女性や菊池より年上の人物を中心に、様々な分野で活躍している著名人を迎えていた。
主なコーナーに、OLの現状、ライフスタイルなどをリスナーがレポートするという「桃子のOL修業」などがあった。
本番組は1989年4月1日で終了するが、この後菊池が文化放送でラジオパーソナリティを務めるのは22年後、2011年7月30日から出演している『ライオンミュージックサタデー』である。

## ゲスト
- 三屋裕子（1988年11月19日）
- カルロス・トシキ（1988年12月3日）
- 麻生圭子（1988年12月17日）
- 桜田淳子（1989年1月21日）
- 久和ひとみ（1989年1月28日）
- 三好礼子（1989年2月18日）
- 柴門ふみ（1989年3月4日）
- 阿川佐和子（1989年3月18日）

## 放送時間・ネット局
- 文化放送（制作局）：毎週土曜日 21:00 - 21:30
- 東海ラジオ：毎週日曜日 22:00 - 22:30
- ラジオ大阪：毎週日曜日 21:30 - 22:00

- 文化放送は初回未放送（放送時刻の時間に新宿音楽祭（この年は中止）の生放送の関係で）。
- 文化放送では1988年12月31日と1989年1月7日、それ以外の2局は1989年1月8日は番組休止となっていた（前者は大晦日の文化放送特番編成のため。後者は昭和天皇の崩御および平成の天皇（現・上皇）即位の儀式による国民の休日制定に関する報道特別番組編成放送の関係で[7]）。
  - そのため1989年1月1日に裏送りで放送された放送分は貴重な裏送り放送分となっている。
- ラジオ大阪の1988年12月24日放送分はラジオ・チャリティー・ミュージックソン優先のため放送日時を変更し放送されていた。